# 25 Rezerwowa Dywizja Piechoty (Cesarstwo Niemieckie)
25 Rezerwowa Dywizja Piechoty (niem. 25. Reserve-Division)  – związek taktyczny Armii Cesarstwa Niemieckiego. 
W sierpniu 1914 rozwinięto w Niemczech do etatów wojennych istniejące w okresie pokoju związki operacyjne (armie) i związki taktyczne. W tym też miesiącu z rekrutów, rezerwistów i ochotników znajdujących się  w korpuśnych ośrodkach szkoleniowych zorganizowano jednostki rezerwowe.

W składzie XVIII Rezerwowego Korpusu Armijnego została rozwinięta między innymi 25 Rezerwowa Dywizja Piechoty. W I wojnie światowej dywizja walczyła na froncie zachodnim.

## Struktura organizacyjna
Skład w sierpniu 1914:
- dowództwo dywizji
- 49 Rezerwowa Brygada Piechoty
  - 116 rezerwowy pułk piechoty
  - 118 rezerwowy pułk piechoty
- 50 Rezerwowa Brygada Piechoty
  - 83 rezerwowy pułk piechoty
  - 168 pułk piechoty
- 25 rezerwowy pułk artylerii polowej
- 6 rezerwowy pułk dragonów